# 正里白
正里白（学名：Hicriopteris critica），为里白科里白属下的一个植物种。